# Klemens Löffler

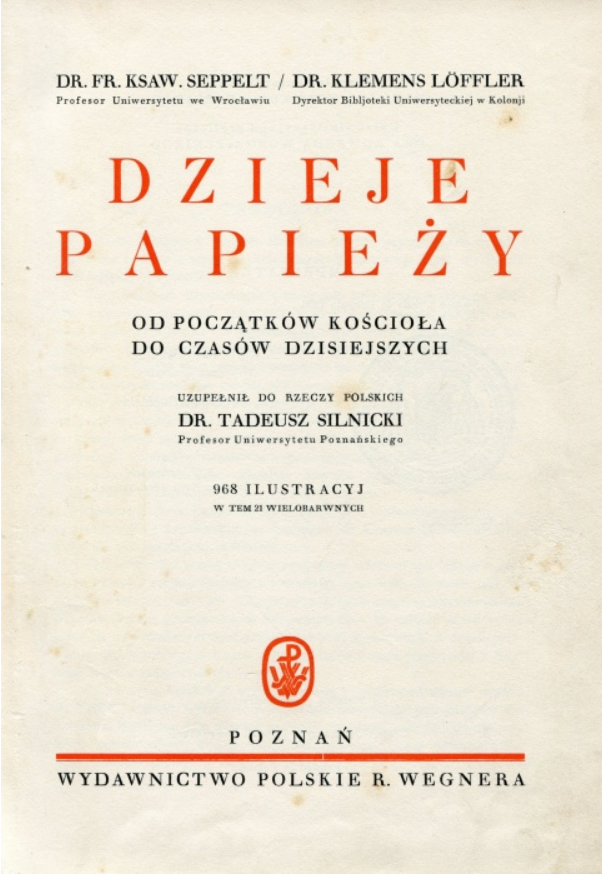
Strona tytułowa polskiego wydania „Dziejów papieży” (Wydawnictwo Polskie R. Wegnera, Poznań 1936)

Klemens Löffler (ur. 30 stycznia 1881 w Steinbach, zm. 17 marca 1933 w Kolonii) – niemiecki profesor, bibliotekarz i historyk. Studiował we Fryburgu Bryzgowijskim, Monachium, Münster i Getyndze. W roku 1904 uzyskał stopień doktora, a w roku 1918 tytuł profesora. W roku 1919 został dyrektorem Universitäts- und Stadtbibliothek Köln.
Wraz z Franzem Xaverym Seppeltem był autorem „Papstgeschichte von den Anfängen bis zur Gegenwart” (1933), wydanej po raz pierwszy w języku polskim w ekskluzywnej edycji Wydawnictwa Polskiego R. Wegnera pt. „Dzieje papieży od początków Kościoła do czasów dzisiejszych” (Poznań 1936).